# Helene Madison
Helene Madison, född 19 juni 1913 i Madison, död 25 november 1970 i Seattle, var en amerikansk simmare.
Madison blev olympisk mästare på 400 meter frisim vid sommarspelen 1932 i Los Angeles.